# Viridis Visconti
Viridis Visconti (n.c. 1350 – d. 1 martie 1414) aparținând familiei Visconti, a fost fiica lui Bernabò Visconti, conducătorul signoriei Milano, și a soției sale, Beatrice della Scala⁠(d), fiica lui Mastino al II-lea de Verona. (Unii autori susțin că Virirdis a fost fiica nelegitimă a lui Bernabò Visconti fără a indica cine a fost mama ei.) Ea a devenit ducesă de Austria, Stiria, Carintia și contesă a Tirolului prin căsătoria cu Leopold al III-lea de Habsburg.

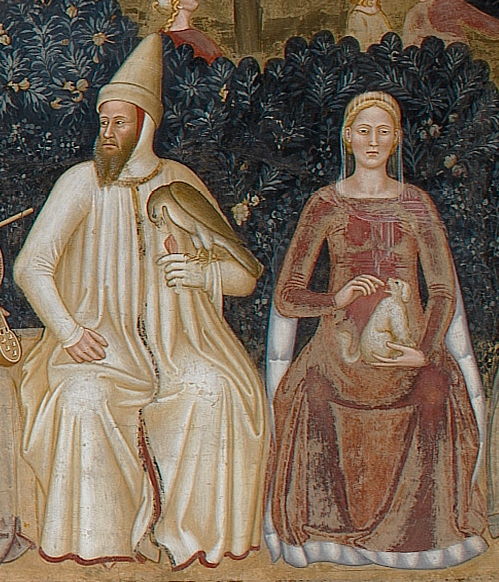
Beatrice della Scala și soțul ei Bernabò Visconti, părinții lui Viridis Visconti (frescă de Andrea de Bonaiuto din Cappella Spagnuolo a Basilicii Santa Maria Novella, Florența)

## Biografia
Pe linie paternă Viridis provenea din familia nobiliară Visconti ce era aparținea ghibelinilor fiind loială împăratului romano-german. Visconti era o familie nobiliară lombardă care a preluat stăpânirea orașului Milano în jurul anului 1277. În 1395, când a fost creat Ducatul de Milano, regele Venceslau al IV-lea al Boemiei l-a numit duce de Milano pe Gian Galeazzo Visconti (1351–1402), unchiul lui Viridis.
Tatăl lui Viridis, Bernabò Visconti a fost descris ca un despot crud și nemilos. Fiind dușman implacabil al bisericii, Bernabò a ocupat orașul papal Bologna, a negat autoritatea papală, a confiscat proprietățile ecleziastice și a interzis oricăruia dintre supușii lui să aibă relații cu Curia romană. Bernabò a fost excomunicat în 1363 de papa Urban al V-lea, care a pornit o cruciadă împotriva sa.
Pe linie maternă Viridis provenea din familia nobilă Della Scala (în italiană Scaligeri, în germană Scaliger), care a stăpânit Verona din 1260 până în 1387. Frații Alberto al II-lea și Mastino al II-lea (ultimul fiind bunicul matern al lui Viridis) au fost considerați cei mai bogați și mai puternici prinți din generația lor în Italia.
Viridis este considerată binefăcătoarea Mănăstirii Stična (astăzi în Slovenia) care a fost întemeiată în secolul al XII-lea de Peregrin, patriarhul de Aquileia. În scrierile lui J.W. Valvasor despre Mănăstirea Stična, Viridis apare de trei ori pe lista celor ce au făcut donații (în anii 1397, 1404, 1414) ca „Viridis, născută Ducesă de Milano” și „Ducesă de Austria”. După moartea soțului ei, Viridis a locuit într-o clădire de lângă această mănăstire, care fusese inițial clădirea mănăstirii, însă ea avea și o reședință în Ljubljana (în germană Laibach). Starețul Albert de Lindeck, care a adus deseori mănăstirea în dificultăți financiare datorită proastei administrări, a împrumutat sume mari de bani în schimbul gajării domeniilor monahale. Pentru donațiile primite de la Viridis mănăstirea se obligase să țină liturghii pentru ea, pentru soțul ei căzut în luptă și pentru părinții ei. Conform acordului scris, după ce Viridis avea să moară, toate domeniile trebuiau să revină mănăstirii, iar ea urma să fie îngropată în mănăstire. Această dorință i-a fost împlinită.

## Căsătoria și descendenții
În 1365 Viridis s-a căsătorit cu Leopold al III-lea de Habsburg (n. 1351 – d. 1386), ducele Austriei, care a murit în Bătălia de la Sempach. Negociatorul acestei căsătorii a fost ducele Rudolf al IV-lea, fratele cel mare al lui Leopold, care urmărea obținerea susținerii necesare în conflictul provocat de tatăl lor, Albert al II-lea, pentru ocuparea teritoriilor Patriarhatului de Aquileia. Căsătoria lui Leopold cu Viridis a întărit acordul încheiat cu tatăl ei, Bernabò Visconti, însă această alianță nu a avut ca rezultat câștigul teritorial urmărit de familia de Habsburg.
Din această căsătorie au rezultat șase copii:
- Wilhelm cel Ambițios (1370–1406), duce al Austriei, căsătorit în 1401 cu prințesa Ioana de Neapole din Casa de Anjou, fiica regelui Carol al III-lea de Neapole și soției sale, prințesa Margareta de Durazzo;
- Leopold al IV-lea cel Gras (1371–1411), duce al Austriei, căsătorit în 1393 cu prințesa Caterina de Burgundia, fiica ducelui Filip al II-lea, duce de Burgundia și a soției sale, contesa Margareta de Flandra;
- Ernest cel de Fier (1377–1424), duce al Austriei și Stiriei, căsătorit:

1. în 1392 cu prințesa Margareta de Pomerania, fiica ducelui Boguslav al V-lea de Pomerania și a soției sale, prințesa Adelaida de Braunschweig;
2. în 1412 cu Cimburga de Mazovia, fiica ducelui Ziemowits al IV-lea de Mazovia și a soției sale, ducesa Alexandra a Lituaniei;

- Frederic al IV-lea cel cu Buzunarul gol (1382–1439), duce al Austriei și conte de Tirol, căsătorit:

1. în 1406 cu Elisabeta, prințesă a Palatinatului, fiica regelui romano-german Rupert (al III-lea) al Palatinatului și a soției sale, contesa Elisabeta de Hohenzollern-Nürnberg;
2. în 1410 prințesa Anna de Braunschweig-Göttingen (1390–1432), fiica ducelui Frederic I, duce de Braunschweig-Göttingen și a soției sale, prințesa Anna de Saxonia-Wittenberg;

- Elisabeta (născută între 1378 și 1392);
- Caterina (născută între 1365 și 1386) stareță în Viena.[7][8]

Unele surse indică încă o fiică cu numele Margareta (născută între 1365 și 1386).